# Adoption (Österreich)
Die Annahme an Kindesstatt in Österreich ist die rechtliche Begründung eines Eltern-Kind-Verhältnisses zwischen dem Annehmenden und dem Kind ohne Rücksicht auf die biologische Abstammung.

## Österreichisches Sachrecht
Die Adoption wird in den §§ 191-203 ABGB geregelt. Die Wahleltern müssen mindestens 25 Jahre alt sein. Der Altersunterschied zwischen den Wahleltern und dem Wahlkind musste früher mindestens 16 Jahre betragen. Der Verfassungsgerichtshof hob diese starre Grenze jedoch am 11. Dezember 2014 auf, weshalb die Bestimmung bis 31. Dezember 2015 repariert werden musste. Laut § 193 ABGB ist es mittlerweile ausreichend, dass die Wahleltern „älter als das Wahlkind“ sind.
Zwei Personen dürfen ein Kind nur dann gemeinsam adoptieren, wenn sie miteinander verheiratet oder verpartnert sind. Seit Januar 2016 steht die gemeinschaftliche Adoption nichtleiblicher Kinder auch verpartnerten Paaren offen. Die Stiefkindadoption war für eingetragene Partner und Lebensgefährten eines leiblichen Elternteils bereits zuvor zulässig. Der Verfassungsgerichtshof entschied am 11. Dezember 2014, dass auch die gemeinsame Adoption für eingetragene Partner zulässig sein müsse, und setzte eine Reparaturfrist bis zum 31. Dezember 2015.
Erbrechtlich bleiben die leiblichen Eltern für das Wahlkind erhalten, aber die Wahleltern gehen im Parentelsystem vor.
Durch die Adoption kommt es zu keiner automatischen Namensänderung. Der Familienname des Adoptivkindes kann aber nach der Adoption aufgrund des Namensänderungsgesetzes neu bestimmt werden.
Österreich hat das Haager Übereinkommen über den Schutz von Kindern und die Zusammenarbeit auf dem Gebiet der internationalen Adoption vom 29. Mai 1993 („Haager Adoptionsübereinkommen“) am 19. Mai 1999 ratifiziert. Es ist am 1. September 1999 in Kraft getreten. Die Regelungen der Auslandsadoption sind in Frage gestellt, nachdem ein Fall große Ungereimtheiten zeigt und sich die Frage stellt, was mit dem Kind geschehen soll, welches der Adoptionsfamilie gerichtsseitig weggenommen wurde und nun in einem österreichischen Kinderheim lebt.